# Coppa delle Coppe CONCACAF
La Coppa delle Coppe CONCACAF (in spagnolo Recopa de la CONCACAF, in inglese CONCACAF Cup Winners Cup) è stato un torneo internazionale di calcio per squadre di club della CONCACAF disputatosi tra il 1991 e il 1998.
Alla manifestazione partecipavano tutti i vincitori delle coppe nazionali delle federazioni della CONCACAF. Non tutti i paesi aderenti alla CONCACAF poterono prendere parte al torneo, in quanto diverse federazioni non organizzavano una coppa nazionale.
Le ultime tre edizioni della manifestazione non furono concluse e nel 2001 la manifestazione fu sostituita dalla CONCACAF Giants Cup.

## Albo d'oro
| Anno            | Vincitore                 | Finalista                 |
| --------------- | ------------------------- | ------------------------- |
| 1991 (dettagli) | Atlético Marte            | Comunicaciones            |
| 1992            | Non disputata             | Non disputata             |
| 1993 (dettagli) | Monterrey                 | Real España               |
| 1994 (dettagli) | Necaxa                    | Aurora                    |
| 1995 (dettagli) | Tecos UAG                 | Luis Ángel Firpo          |
| 1996            | Competizione non conclusa | Competizione non conclusa |
| 1997            | Competizione non conclusa | Competizione non conclusa |
| 1998            | Competizione non conclusa | Competizione non conclusa |